# Rudolf Christiansen
Rudolf Christiansen (* 3. November 1943; † 17. März 2019) war ein deutscher Fußballspieler und Fußballtrainer.
Rudolf Christiansen spielte insgesamt 6 Jahre bei Holstein Kiel von 1969 bis 1975. Der im Alter von 25 Jahren vom VfB Kiel gewechselte Stürmer spielte 5 Jahre in der damals zweitklassige Regionalliga Nord (1969–74) und ein Jahr in der drittklassigen Oberliga Nord (1974–75) für Holstein Kiel. Von seinen insgesamt 6 Jahren beim Verein, war Rudi Christiansen fünf Mal der erfolgreichste Torschütze des Kaders. Als Stürmer erzielte er insgesamt 86 Ligatore bei 192 Punktspieleinsätzen für Holstein Kiel und gehört damit bis heute zu den erfolgreichsten Torschützen des Vereins.